# Felipe Coello
José Felipe Coello Fariña más conocido como Felipe Coello, nacido en Santa Cruz de Tenerife, España, el 25 de diciembre de 1956, es un entrenador español de Baloncesto y Licenciado en Medicina por la Universidad de Murcia.
Actualmente es Concejal del Ayuntamiento de Murcia por el Partido Popular en la oposición.

## Carrera Deportiva
El técnico canario cuenta con más de 32 años como entrenador plagados de éxitos y experiencias, en su curriculum, posee 3 ascensos a la liga ACB con el CB Murcia y varias temporadas dirigiendo en la máxima categoría, tiene experiencia en categorías de formación, campus y baloncesto americano.
Director deportivo de la Federación de Baloncesto de la Región de Murcia de 2010 al 2014.
Secretario general de la AEEB, Asociación Española de Entrenadores de Baloncesto desde 2017 hasta la actualidad.
Premio Raimundo Saporta de la AEEB 2018

## Trayectoria Profesional
- 1980-1982 RC Náutico de Tenerife. 1ª División.
- 1983-1986 RC Náutico de Tenerife. Primera División B
- 1986-1990 CB Murcia. Primera División B
- 1990-1994 CB Murcia. Liga ACB
- 1996-1997 CB Balneario de Archena. Liga EBA
- 1997-1998 CB Murcia. Liga LEB
- 2008-2009 CB Murcia. Liga ACB
- 2000-2001 Tenerife Club de Baloncesto. Liga LEB
- 2002-2003 CB Murcia. Liga LEB
- 2003-2004 CB Murcia. Liga ACB
- 2005-2006 CB Balneario de Archena. Liga EBA
- 2007-2008 CB Balneario de Archena. Liga LEB Bronce
- 2006-2014 CD La Flota. INTERSA
- 2015-2021 Ayuntamiento de Murcia. Concejal Delegado de Deportes y Salud
- 2021-   Ayuntamiento de Murcia. Concejal del Partido Popular en la oposición